# Hellas-bassin

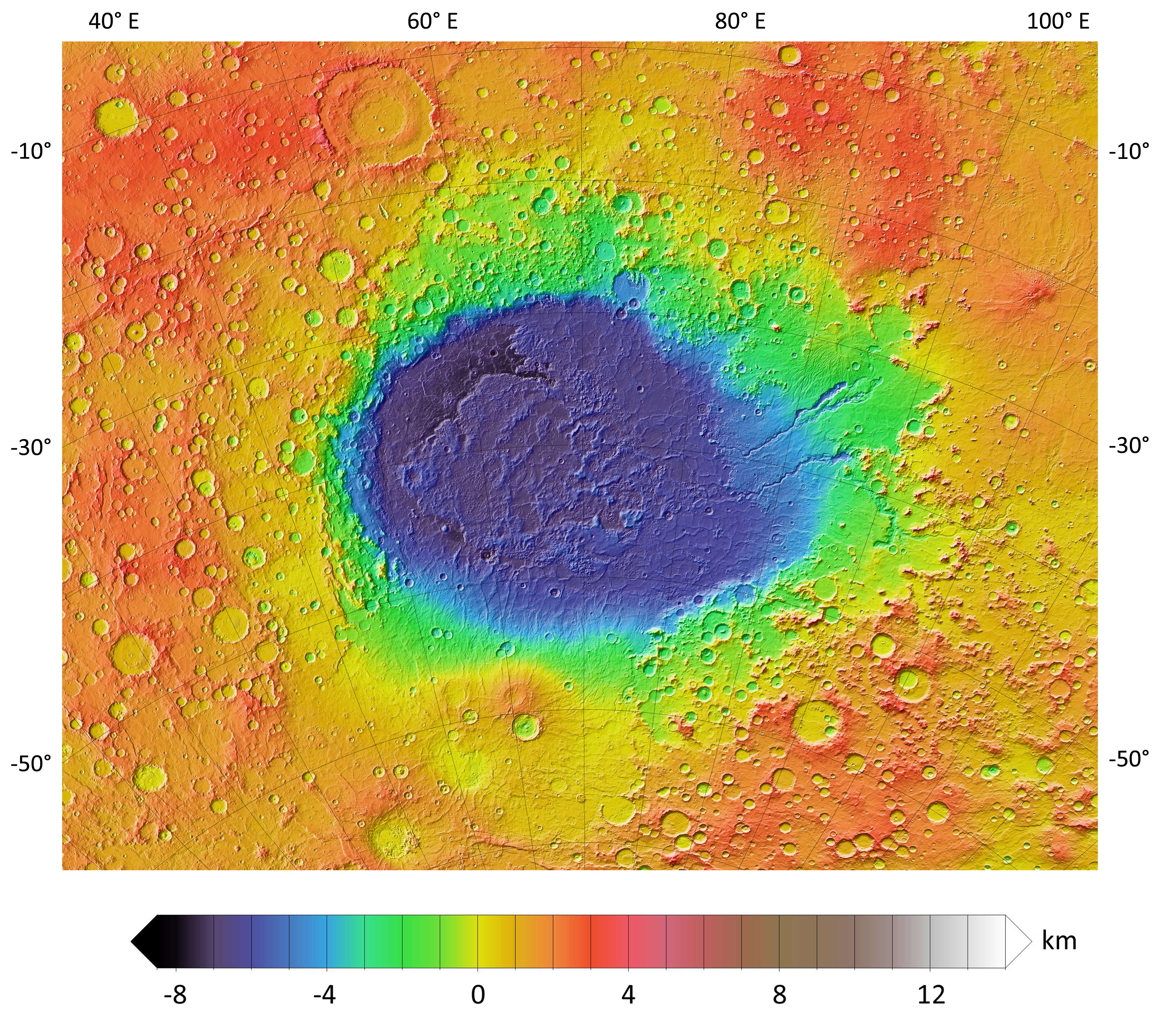
Topographische kaart van Hellas Planitia

Hellas Planitia of Hellas-bassin is een groot, min of meer rond inslagbassin (krater) in het hoogland op het zuidelijk halfrond van Mars. Het ligt rond 42,7° Zuiderbreedte, 70,0° Oosterlengte.

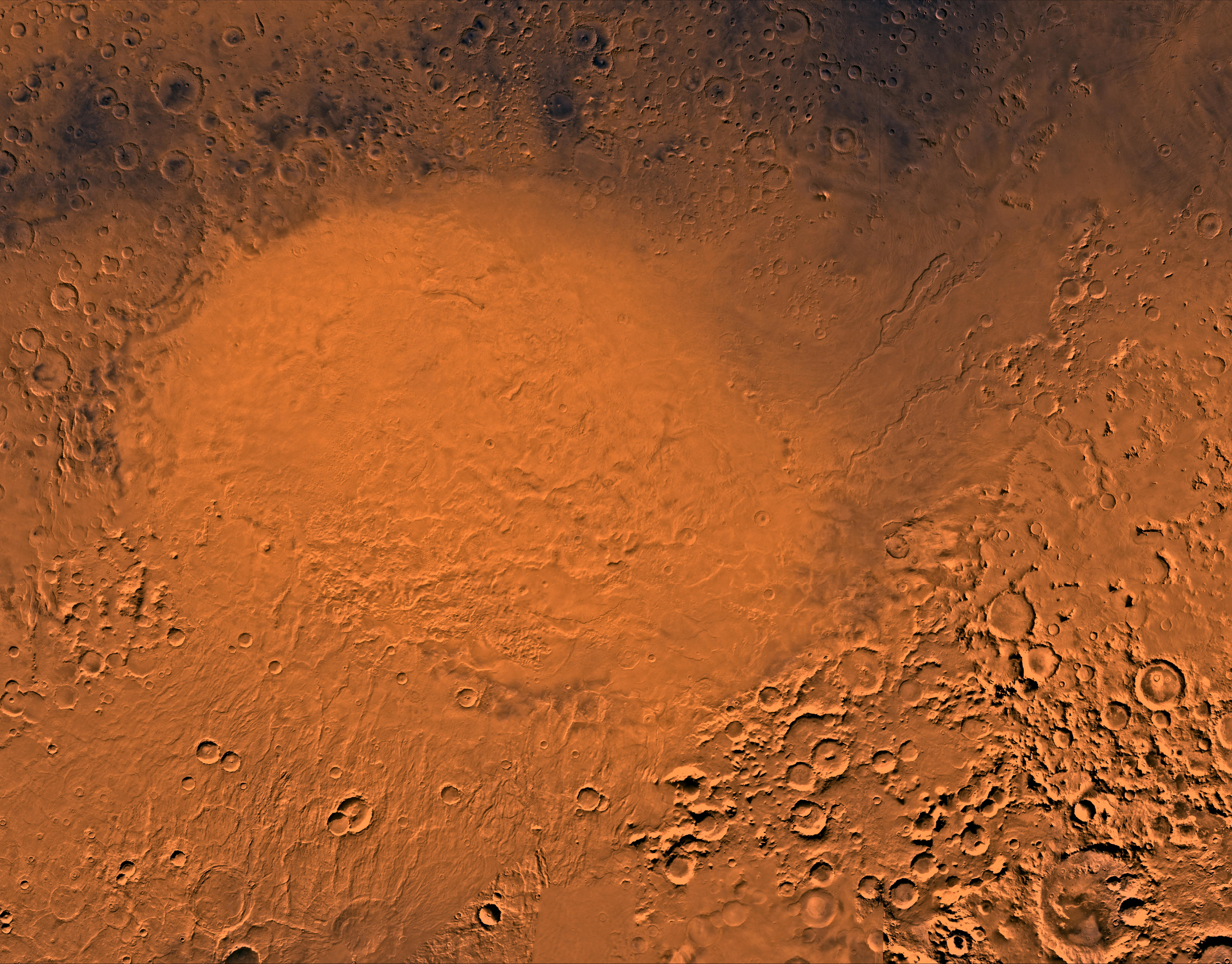
Hellas Bassin in de zuidelijke hooglanden. Breedte ongeveer 2300 km, diepte bijna 9 km met een rand hoger dan 1,5 km. Schuin groothoekbeeld van Viking.

## Beschrijving
Met een diameter van omstreeks 2300 km is het de grootste inslagstructuur op Mars. Het uitgeworpen materiaal kan de Verenigde Staten met een gelijkmatige laag van 3,5 km bedekken.
Het bassin is waarschijnlijk gevormd door inslag van een grote planetoïde tijdens de laatste periode van zware bombardementen van het zonnestelsel, meer dan 3,9 miljard jaar geleden.
Het hoogteverschil tussen de rand en de bodem bedraagt ongeveer 9 km. De diepte van de krater ±7 km onder het standaard topographische datumniveau van Mars - verklaart de atmosferische druk op de bodem: 1155 Pa (11,55 mbar). Dit is 89% meer dan de druk op het topografische datumniveau (610 Pa, of 6,1 mbar) en boven het tripelpunt van water.
Dit wijst erop dat vloeistof voor kan komen bij een temperatuur boven 0 °C.
Ten noordoosten ligt het vulkanische complex Hadriaca Patera. Enkele uitstroomkanalen lopen door tot in Hellas. Beelden van de Mars Orbiter Camera tonen geulen in twee van die kanalen: Dao Vallis en Reull Vallis. Deze liggen laag genoeg om vloeibaar water te kunnen bevatten rond de middag op Mars.

## Ontdekking en betekenis

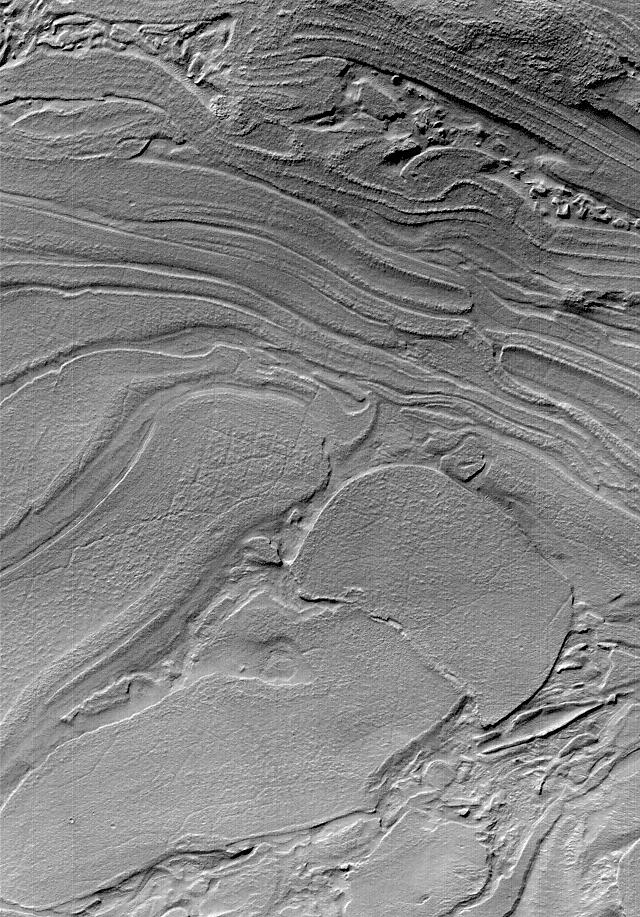
Bodem van Hellas. Mozaïek van Mars Global Surveyor

Dankzij zijn grootte en lichte kleur, die afsteekt tegen de omgeving, was Hellas Planitia een van de eerste details die vanaf de aarde met een telescoop werden ontdekt. Eerst stond het bekend als Lockyer Land. Deze naam kreeg het van Richard Anthony Proctor in 1867 ter ere van , Sir Joseph Norman Lockyer, een Engelse astronoom die met een 6,25-inch (16-cm) refractor de "eerste betrouwbare weergave van de planeet" gaf volgens E. M. Antoniadi). Later doopte Giovanni Schiaparelli het gebied Hellas ('Griekenland'). Planitia betekent vlakte.

### historisch
- (en)  J. N. Lockyer, Observations on the Planet Mars (Abstract), Historisch verslag uit de Monthly Notices of the Royal Astronomical Society, Vol. 23, p. 246

### recent
- Hellas op Google Mars
- (en)  Martian Landscapes: Linear Features, Volcanoes, Impact Craters, Channels; Exotic Terrains Een NASA-website over remote sensing van Mars, onder meer over Hellas Planitia
- (en)  The Hellas Of Catastroph Journalistiek verhaal over de inslagkrater